# Gino Navarro
Gino Navarro (Talara, 10 de octubre de 1987) es un futbolista peruano. Juega de volante y su equipo actual es Juventud Cautivo de la Copa Perú. Tiene 37 años.

## Clubes
| Club               | País | Año         |
| ------------------ | ---- | ----------- |
| Alianza Vallejiana | Perú | 2007        |
| Atlético Grau      | Perú | 2008        |
| Atlético Torino    | Perú | 2009 - 2010 |
| Los Caimanes       | Perú | 2011        |
| Carlos A. Mannucci | Perú | 2012        |
| Atlético Torino    | Perú | 2013        |
| Los Caimanes       | Perú | 2014        |
| Atlético Torino    | Perú | 2015        |
| Los Caimanes       | Perú | 2016        |
| Defensor La Bocana | Perú | 2017        |
| Atlético Grau      | Perú | 2018        |
| Sport Chorrillos   | Perú | 2019        |
| Barrio Piura       | Perú | 2023        |
| Cristo Rey         | Perú | 2023        |
| Atlético Torino    | Perú | 2024        |
| Juventud Cautivo   | Perú | 2024 -      |

## Palmarés

### Distinciones individuales
| Distinción                                                                             | Año  |
| -------------------------------------------------------------------------------------- | ---- |
| Incluido en el equipo ideal de la Copa Perú según el portal periodístico DeChalaca.com | 2011 |